# جيش التحرير الشعبي الناميبي
جيش التحرير الشعبي الناميبي هو الجناح العسكري لمنظمة شعب جنوب غرب أفريقيا. تم تأسيسه في 1962 وقد قاتل قوات الدفاع الجنوب أفريقية لمدة 23 في حرب الحدود الجنوب أفريقية والتي تعرف أيضا بحرب الاستقلال الناميبية. تم حله بعد نيل ناميبيا استقلالها وتحول منظمة شعب جنوب غرب أفريقيا إلى حزب سياسي.